# غشاء العتق

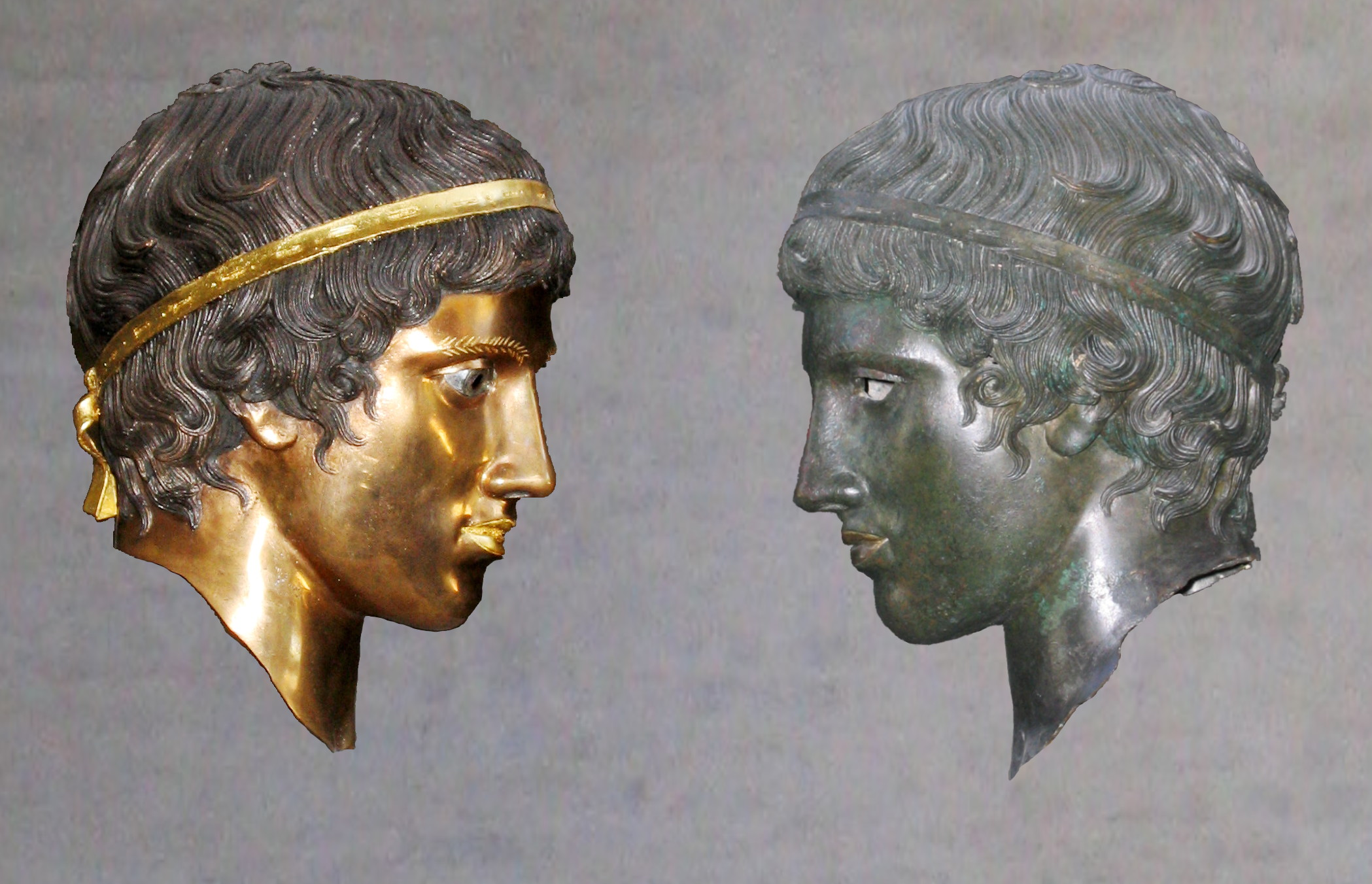
صبة من البرونز على شكل رأس، وتظهر على اليسار الحالة عند الصب، وعلى اليمين بعد التقادم وتشكل غشاء العتق.

غِشَاء العِتْق  أو وفق النقل الحرفي (النقحرة) باتينا  هي طبقة رقيقة خضراء اللون تتشكل على أسطح النحاس أو البرونز مما يؤدي إلى فقدان لمعانها وذلك نتيجة لأثر الأكسدة؛ ويمكن أن تتشكل أيضاً على بعض الأنواع المعينة من الصخور.
عندما يتشكل غشاء العتق على النحاس وسبائكه تدعى تلك الطبقة ذات اللون المخضر باسم زنجار.